# Zucker, Abrahams and Zucker
Zucker, Abrahams y Zucker (también conocidos como Z/A/Z Productions) fue un trío estadounidense de cineastas de comedia, formado por Jim Abrahams y los hermanos David y Jerry Zucker, especializados en humor absurdo y slapstick.

## Trayectoria
Se conocieron durante su infancia; crecieron en Shorewood, Wisconsin, y asistieron a la Shorewood High School, que a veces es mencionada en su trabajo. Mientras asistían a la Universidad de Wisconsin-Madison, el trío formó un grupo de teatro llamado "Kentucky Fried Theater". Esto llevó a su película The Kentucky Fried Movie (1977), que fue escrita por el grupo y dirigida por John Landis.
Esto fue seguido en 1980 por su éxito Airplane!, que sigue siendo un hito reverenciado de la comedia. Entre sus colaboraciones posteriores en cine destacan Top Secret!, Ruthless People y The Naked Gun: From the Files of Police Squad!. Todos sus proyectos se basan en gran medida en parodias, gags visuales y la ruptura de la cuarta pared, y estableció un culto fuerte. La excepción notable es el estilo Ruthless People, una farsa más tradicional que fue dirigida por el trío, pero a diferencia de sus otras producciones, no está escrita por ellos.
Entre los actores de las películas de ZAZ destacan: Leslie Nielsen, Lloyd Bridges, Robert Stack, Rowan Atkinson, Whoopi Goldberg, Charlie Sheen y Anna Faris. El estado del trío como equipo de tres codirectores es muy raro, aunque algunos de sus proyectos posteriores fueron dirigidas por David Zucker en solitario, y con Jerry Zucker y Abrahams acreditados solo como productores o escritores.
Pat Proft es un guionista que colaboraba con el trío en muchos guiones de sus películas, aunque no era declarado miembro de los ZAZ. Hizo películas en solitario como Wrongfully Accused, con Leslie Nielsen también como protagonista.

## Colaboradores habituales
- Leslie Nielsen es el actor más habitual en las películas de ZAZ. Actuó en Airplane!, The Naked Gun: From the Files of Police Squad!, The Naked Gun 2½: The Smell of Fear, Scary Movie 3, Scary Movie 4, Superhero Movie, The Naked Gun 33⅓: The Final Insult, An American Carol y Wrongfully Accused (esta última no es de los ZAZ, pero fue escrita y dirigida por Pat Proft, colaborador habitual en los guiones de las películas ZAZ).
- Lloyd Bridges, el actor fetiche de Abrahams, actuó en Hot Shots!, Hot Shots! Part Deux, Mafia! y junto a Nielsen en Airplane!.
- Charlie Sheen, con 4 películas (Hot Shots!, Hot Shots! Part Deux, Scary Movie 3 y Scary Movie 4), otro de los actores preferidos por Zucker.
- Pat Proft, guionista.
- Rowan Atkinson en Hot Shots! Part Deux y Ratas a la carrera.
- Whoopi Goldberg en Ghost y Ratas a la carrera.
- Simon Rex en Scary Movie 3 y Superhero Movie.
- Anna Faris en Scary Movie 3 y Scary Movie 4.
- Stephen Stucker en The Kentucky Fried Movie, Airplane! y Airplane II: The Sequel.

## Filmografía
Lista filmográfica, donde se muestran sus colaboraciones (solo en dirección o guion), ya sean en grupo o individualmente.
|                                                       | David Zucker | Jim Abrahams | Jerry Zucker | Otros                        |
| ----------------------------------------------------- | ------------ | ------------ | ------------ | ---------------------------- |
| The Kentucky Fried Movie (1977)                       | No           | No           | No           |                              |
| Airplane! (1980)                                      | No           | No           | No           |                              |
| Top Secret! (1984)                                    | No           | No           | No           | Martyn Burke                 |
| Ruthless People (1986)                                | No           | No           | No           |                              |
| Big Business (1988)                                   |              | No           |              |                              |
| The Naked Gun: From the Files of Police Squad! (1988) | No           | No           | No           | Pat Proft                    |
| Ghost (1990)                                          |              |              | No           | Bruce Joel Rubin             |
| The Naked Gun 2½: The Smell of Fear (1991)            | No           |              |              | Pat Proft                    |
| Welcome Home, Roxy Carmichael (1990)                  |              | No           |              |                              |
| Hot Shots! (1991)                                     |              | No           |              | Pat Proft                    |
| Hot Shots! Part Deux (1993)                           |              | No           |              | Pat Proft                    |
| For Goodness Sake (1993)                              | No           | No           |              |                              |
| The Naked Gun 33⅓: The Final Insult (1994)            | No           |              |              | Pat Proft                    |
| First Knight (1995)                                   |              |              | No           | William Nicholson            |
| High School High (1996)                               | No           |              |              | Robert LoCash Pat Proft      |
| Jamás causaré daño (1997)                             |              | No           |              |                              |
| Mafia! (1998)                                         |              | No           |              | Greg Norberg Michael McManus |
| BASEketball (1998)                                    | No           |              |              | Robert LoCash                |
| Ratas a la carrera (2001)                             |              |              | No           | Andy Breckmam                |
| My Boss's Daughter (2003)                             | No           |              |              | David Dorfman                |
| Scary Movie 3 (2003)                                  | No           |              |              | Pat Proft                    |
| Scary Movie 4 (2006)                                  | No           | No           |              | Pat Proft                    |
| An American Carol (2008)                              | No           |              |              |                              |
| Scary Movie 5 (2013)                                  | No           |              |              | Pat Proft                    |